# All My Loving (EP)
All My Loving är en EP-skiva av den brittiska rockgruppen The Beatles, utgiven den 7 februari 1964 i Storbritannien. Sångerna på EP-skivan kommer från gruppens  två första album; Please Please Me och With the Beatles.

## Låtlista
| 1. | "All My Loving" | John Lennon, Paul McCartney | Paul McCartney | 2:10 |
| 2. | "Ask Me Why"    | John Lennon, Paul McCartney | John Lennon    | 2:28 |

| 1.           | "Money (That's What I Want)" | Berry Gordy, Janie Bradford | John Lennon    | 2:52 |
| 2.           | "P.S. I Love You"            | John Lennon, Paul McCartney | Paul McCartney | 2:02 |
| Total längd: | Total längd:                 | Total längd:                | Total längd:   | 9:32 |